# Venzka
Venzka is een  dorp in de Duitse gemeente Hirschberg in het Saale-Orla-Kreis in Thüringen. Het dorp wordt voor het eerst genoemd in een oorkonde uit 1348.  Het dorp was tot 1974 een zelfstandige gemeente dat ook het gehucht Juchthöh omvatte. Sindsdien is het deel van Hirschberg.